# Staatsuniversiteit van de Oeral voor Spoortransport
De Staatsuniversiteit van de Oeral voor Spoorwegtransport (Russisch: Уральский государственный университет путей сообщения; Oeralski gosoedarstvenny oeniversitet poetej soobsjtsjenieja) is een universiteit in de Russische stad Jekaterinenburg. De universiteit wordt in het dagelijks spraakgebruik vaak afgekort tot OerGOePS (УрГУПС).
De onderwijsinstelling werd gesticht in 1956 als het Instituut voor elektromechanica van de Oeral voor ingenieurs in het spoorwegtransport (Уральский электромеханический института инженеров железнодорожного транспорта) door de Raad van Ministers van de Sovjet-Unie op initiatief van het Ministerie van Spoorwegen om in te kunnen spelen op de vraag naar gekwalificeerd personeel voor de Russische spoorwegen in het Oeralgebied. In 1994 werd de naam veranderd naar Staatsacademie van de Oeral voor Spoortransport (Уральская государственная академия путей сообщения) en in 1999 werd het een universiteit en kreeg het haar huidige naam. Afgestudeerden werken ook vaak in de aangrenzende gebieden Centraal-Rusland en Siberië.

## Faculteiten en instellingen
De universiteit is onderverdeeld in 6 faculteiten met 35 leerstoelen:
- Faculteit Elektromechanica (Электромеханический факультет)
- Faculteit Elektrotechniek (Электротехнический факультет)
- Faculteit Mechanica (Механический факультет)
- Faculteit voor Uitvoering van transportprocessen (Факультет управления процессами перевозок)
- Faculteit Bouwkunde (Строительный факультет)
- Faculteit Economie en Bestuur (Факультет экономики и управления)

Voor sommige van de opleidingen is het mogelijk om afstandsonderwijs te volgen.
De universiteit heeft ook vestigingen in Koergan, Perm, Tjoemen, Nizjni Tagil en Zlato-oest. Daarnaast vallen het instituut voor transport uit Tsjeljabinsk onder de universiteit en nog vele andere instellingen (waaronder meer dan 30 onderzoeksgroepen) onder de universiteit. Tot 2008 maakt ook een militaire leerstoel onderdeel uit van de universiteit.